# ザ・レフュージー・オールスターズ
The Refugee All Stars（ザ・レフュージー・オールスターズ）とは西アフリカのシエラレオネ出身の11人からなる音楽バンド。
1991年、シエラレオネ内戦が起こり、1999年首都フリータウンが反乱軍の革命統一戦線が攻撃されたので、ルーベン・M・コロマが妻と共に推定50万人の難民としてギニアのカリア難民に逃げた。そしてその後、コロマはイフア・グレース・アポマウと5つの難民先のキャンプを渡り歩き、メンバーを集め、バンドを8人で結成した。最初は8人だったが後に11人になった。難民キャンプでリハーサルを重ね、カナダの救助機関から楽器が援助され、2001年に初のパフォーマンスを行なった。その活動がドキュメンタリー映画になり、世界各国で注目を浴びた。2005年には3年に渡って録音された音源による2枚組のアルバム『Living Like A Refugee』を発表した。
ジャマイカン・スタイルのレゲエと西アフリカの音楽をクロスオーバーさせた音楽性を特徴とする。
レゲエと西アフリカの民族音楽が融合した音楽で、クリオ語（シエラレオネのクレオール英語）と、メンバーには各部族出身がいる事もあり、1つ以上のアフリカ部族の言語を取り入れて歌う。

## メンバー
- ルーベン・M・コロマ（Reuben M. Koroma）

バンドリーダー、リードボーカル。
- フランシス・ジョン・ラングバ（Francis John Langba、愛称フランコ、Franco）

リズムギター、コングロマ、ボーカル。
- アブドゥル・ラヒム・カマラ（Abdul Rahim Kamara、愛称アラヒム、Arahim）

パーカッション、ボーカル。
- イフア・グレース・アポマウ（Efuah Grace Ampomah）

ボーカル。
- アルハジ・ジェフリー・カマラAlhaji Jeffrey Kamara、愛称ブラック・ネーチャー、Black Nature）

ラップボーカル。
- モハメド・バングラ（Mohamed Bangura 、愛称メデオ、Medo）

ボーカル、パーカッション、コングロマ。
- モハメッド・カマラ'（Makengo Kamara）

ボーカル、パーカッション。
- アシェイド・ピアース（Ashade Pearce）

リードギター、ボーカル。
- ジェシー・ドウ・ブル（Geassay Dowu Bull、愛称ジェーソン、Jahson）

リードギター、パーカッション。
- イドリッサ・マラム・バングラ（Idrissa Malam Bangura）

ベースギター。
- ムスタファ・マサクォァ（Mustapha Massaquoi、愛称ニコ、Nico）

ドラム、パーカッション。